# Bahnhof Genova Piazza Principe

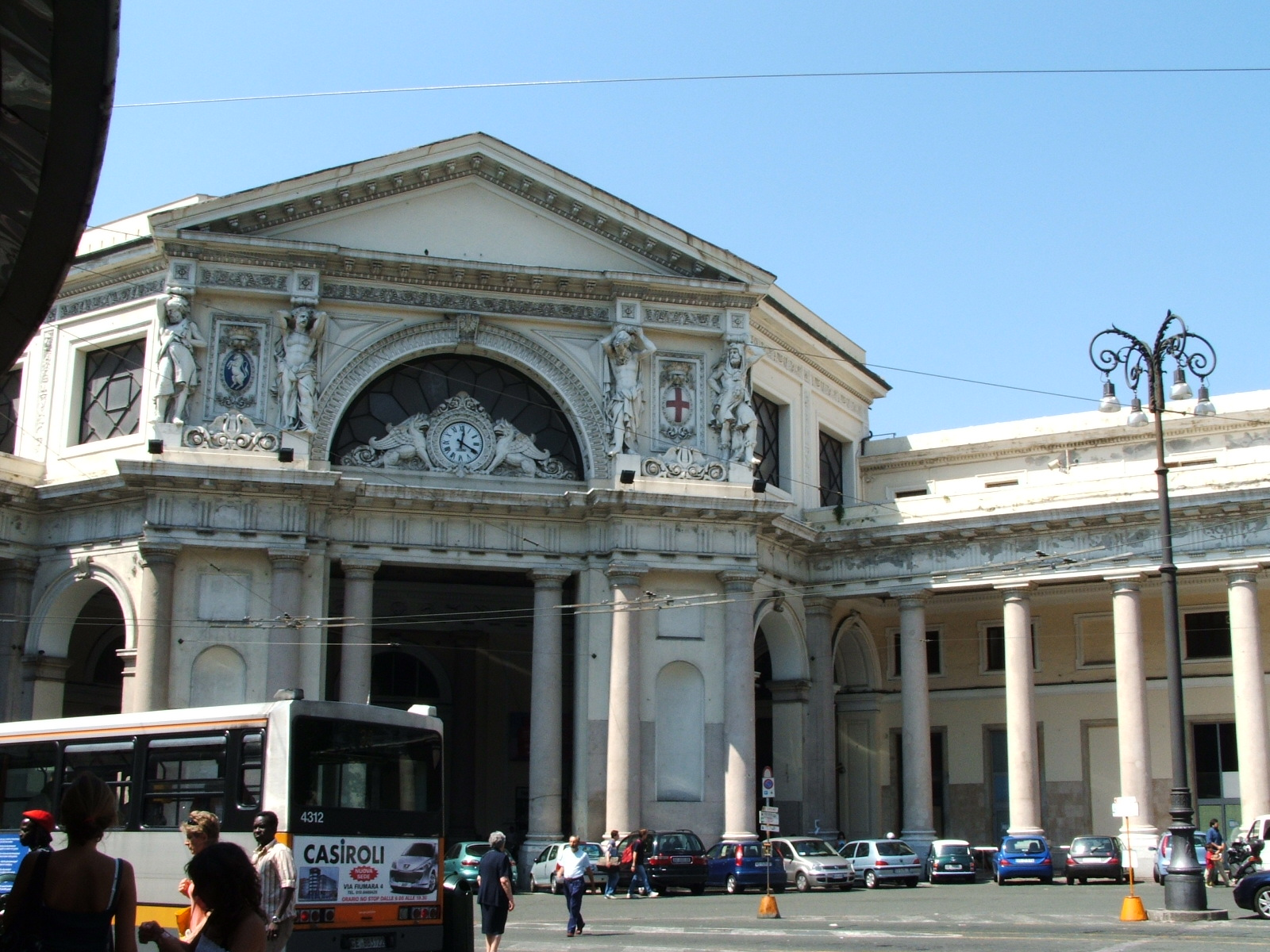
Der Bahnhof an der Piazza Acquaverde

Der Bahnhof Genova Piazza Principe ist einer der beiden Hauptbahnhöfe der italienischen Hafenstadt Genua. Er liegt im nordwestlichen Bereich des Stadtzentrums, zwischen der Piazza Acquaverde, wo sich die Passagierzugänge befinden, und der Piazza del Principe. Das Bahnhofsgebäude nimmt den gesamten nördlichen Abschnitt der Via Andrea Doria ein; hier befinden sich die Servicezugänge. In kurzer Entfernung liegt der imposante Palazzo del Principe. Der zweite Hauptbahnhof der ligurischen Hauptstadt ist der Bahnhof Genova Brignole.
Gelegentlich wird die Inschrift Genova P. Principe fälschlicherweise mit Genova „Porta“ Principe (porta wird mit Tür oder Tor übersetzt) identifiziert. Tatsächlich hat sich an der Piazza del Principe ein Stadttor befunden, dessen Stadtmauerüberreste am Eingang der U-Bahn-Station Principe besichtigt werden können.

## Geschichte
Der Bahnhof wurde 1860 unter der Leitung des Architekten Alessandro Mazzucchetti erbaut. Das ursprüngliche Gebäude bestand aus einem Stahlgewölbe, welches eine Halle zwischen den Seitengebäuden überspannte.
Um dem steigenden Schienenverkehr gerecht zu werden, wurde das Bahnhofsgebäude 1900 von dem Ingenieur Giacomo Radini Tedeschi erweitert.
Heute verfügt der Bahnhof über mehrere Ebenen:
- Tiefebene: komplett unterirdisch; Standort der technischen Einrichtungen und der Lagerräume der Ferrovie dello Stato und zweier Bahngleise (Haltestelle Principe Sotterranea)
- Zwischenebene: tiefer gelegen als das Erdgeschoss; Standort der Bahnsteige und der Gleisanlage sowie kleinerer Geschäfte und Snack-Bars
- Erdgeschoss: Eingangshalle mit verschiedenen Geschäften und Serviceeinrichtungen von Trenitalia
- Obergeschosse: Büros der Ferrovie dello Stato

Der Bahnhof wurde in das Qualitätsverbesserungsprogramm der Organisation Grandi Stazioni der Ferrovie dello Stato aufgenommen. Der Ausgang der Haltestelle Principe Sotterranea liegt wenige Meter entfernt vom U-Bahnhof Principe der Metropolitana di Genova und der Stazione Marittima, dem Fährhafen.

## Fernverkehrs-Verbindungen
| Linie         | Linienverlauf |
| ------------- | --- |
| Frecciarossa  | Venezia – Verona Porta Nuova – Milano – Genova P. Principe – Genova Brignole                                                     |
| Frecciabianca | Genova P. Principe – Genova Brignole – La Spezia – Pisa – Roma Termini                                                           |
|               | Ventimiglia – Savona – Genova P. Principe – Genova Brignole – La Spezia – Pisa – Roma Termini                                    |
|               | Torino – Genova P. Principe – Genova Brignole – La Spezia – Pisa – Roma – Napoli – Salerno                                       |
|               | Milano Centrale – Genova P. Principe – Genova Brignole – Grosseto – (La Spezia – Pisa – Livorno)                                 |
|               | Milano Centrale – Genova P. Principe – Savona – Ventimiglia                                                                      |
|               | Zürich HB – Bellinzona – Milano Lambrate – Genova P. Principe                                                                    |
|               | Warschau Wschodnia – Wien Hauptbahnhof – Milano Rogoredo – Genova P. Principe – Nice-Ville                                       |
| NJ            | Wien Hbf – Verona Porta Nuova – Genova P. Principe – Rapallo – La Spezia                                                         |
| NJ            | München Hbf – Verona Porta Nuova – Genova P. Principe – Rapallo – La Spezia                                                      |
| ICN           | Torino – Genova P. Principe – Genova Brignole – La Spezia – Pisa – Roma – Napoli – Salerno                                       |
| ICN           | Milano Centrale – Genova P. Principe – Genova Brignole – La Spezia – Pisa – Roma – Napoli – Salerno – Catania – Siracusa/Palermo |

Legende: Frecciarossa, Frecciabianca – Le Frecce; IC – InterCity; EC – EuroCity; EN  – EuroNight; ICN – InterCity Night